# Consolidated PBY Catalina
O Consolidated PBY Catalina é um hidroavião e avião anfíbio bimotor de uso militar durante a Segunda Guerra Mundial originalmente desenhado pela Consolidated para transporte e vigilância aérea das missões antissubmarino no Atlântico e Pacífico. Posteriormente versões para uso civil foram utilizadas em diversos países do mundo, principalmente como cargueiros.

## No Brasil
A Força Aérea Brasileira operou o Catalina em missões de patrulha do litoral brasileiro durante a 2ª Guerra Mundial. Sete aeronaves foram entregues em 1943 e outras 15 em 1944. Estas aeronaves foram distribuídas pelo litoral brasileiro realizando buscas contra os submarinos das potências do Eixo. Um Catalina, pilotado por Alberto Martins Torres, afundou o submarino U-199. Depois da guerra, passaram a exercer a função de busca e salvamento.
|  |  |

A partir de 1958, os Catalina passaram a ser utilizados como cargueiros, fazendo inestimáveis serviços na Amazônia. Esta região carecia de infraestrutura aeroportuária e somente um avião anfíbio poderia operar na maior parte das localidades da região amazônica, utilizando os próprios rios como pista. Mais de quarenta cidades da região amazônica foram atendidas por linhas regulares de hidroaviões Catalina, operados pela Panair do Brasil, que perdeu suas concessões e foi fechada, em 1965, pelo governo militar, provocando o isolamento relativo de diversas localidades da Amazônia pois nenhuma outra empresa brasileira operava tais aeronaves nos anos 1960 (SASAKI, 2005, p. 52-53).
A Serviços Aéreos Cruzeiro do Sul ainda utilizou esses aviões no transporte de cargas e passageiros na Amazônia, na década de 1960.

Solenidade da transferência de 15 aviões de bombardeio Catalina, dos Estados Unidos para a Força Aérea Brasileira, em dezembro de 1944.

## Especificações (PBY-5A)
Dados de: Gunston, Jane's, Handbook of Erection and Maintenance Instructions for Navy Model PBY-5 and PBY-5A Airplanes. e Quest for Performance
Descrições gerais
- Tripulação: 10 - piloto, co-piloto, artilheiro do nariz, engenheiro de voo, operador de rádio, navegador, operador de radar, dois artilheiros laterais e um artilheiro ventral
- Comprimento: 19,46 m (64 ft)
- Envergadura: 31,70 m (100 ft)
- Altura: 6,15 m (20 ft)
- Área alar: 130 m² (1 400 ft²)
- Peso vazio: 9 485 kg (20 900 lb)
- Peso de decolagem: 16 066 kg (35 400 lb)

Motorização
- Número de motores: 2x
- Tipo do motor: Motor a pistão radial
- Fabricante/modelo: Pratt & Whitney R-1830-92 Twin Wasp
- Potência por motor: 1 200 hp (895 kW)

Performance
- Velocidade máxima: 314 km/h (195 mph)
- Velocidade de cruzeiro (km/h): 201 km/h (125 mph)
- Alcance: 4 030 km (2 500 mi)
- Razão de subida: 5,1 m/s
- Tecto de serviço: 4 000 m (13 100 ft)
- Carga alar: 123,6 kg/m²

Armamentos
- Metralhadoras/canhões: 3 x metralhadoras .30 de 7,62 mm (0,300 in); 2 x metralhadoras .50 de 12,7 mm (0,500 in)
- Bombas: 1 814 kg (4 000 lb) de bombas ou cargas de profundidade; racks para torpedos estavam disponíveis.